# Hopea cernua
Hopea cernua är en tvåhjärtbladig växtart som beskrevs av Johannes Elias Teijsmann och Binn.. Hopea cernua ingår i släktet Hopea och familjen Dipterocarpaceae. Inga underarter finns listade i Catalogue of Life.